# 1925 en science-fiction
| Années de la science-fiction : 1922 - 1923 - 1924 - 1925 - 1926 - 1927 - 1928    |
| Décennies de la science-fiction : 1890 - 1900 - 1910 - 1920 - 1930 - 1940 - 1950 |

L'année 1925 est marquée, en matière de science-fiction, par les événements suivants.

## Naissances et décès

### Naissances
- 22 janvier : Katherine MacLean, écrivain américain, morte en 2019.
- 14 février : J. T. McIntosh, écrivain écossais, mort en 2008.
- 12 mars : Harry Harrison, écrivain américain, mort en 2012.
- 9 juin : Bob Ottum, écrivain américain, mort en 1986.
- 9 juin : Keith Laumer, écrivain américain, mort en 1993.
- 18 août : Brian Aldiss, écrivain britannique, mort en 2017.
- 23 août : René Reouven, écrivain français, mort en 2020.
- 28 août : Arcadi Strougatski, écrivain russe, mort en 1991.

## Prix
La plupart des prix littéraires de science-fiction actuellement connus n'existaient alors pas.

## Parutions littéraires

### Romans
- Les Hommes frénétiques par Ernest Pérochon.
- L'Hyperboloïde de l'ingénieur Garine par Alexis Tolstoï.
- Les Navigateurs de l'infini par J.-H. Rosny aîné.
- La Sphère d'or par Erle Cox.

### Nouvelles
- Cœur de chien par Mikhaïl Boulgakov.
- Les Œufs du destin par Mikhaïl Boulgakov.

## Sorties audiovisuelles

### Films
- Les Merveilles de la création par Hanns Walter Kornblum.
- Le Monde perdu par Harry O. Hoyt.
- Paris qui dort par René Clair.
- The Power God par Ben F. Wilson et Francis Ford.
- Le Rayon de la mort par Lev Koulechov.
- Wunder der Schöpfung par Hanns Walter Kornblum, Rudolf Biebrach et Johannes Meyer.